# David J. Thouless
David James Thouless FRS (født 21. september 1934 i Bearsden, Skotland, død 6. april 2019 i Cambridge, England) var en britisk fysiker i faststoffysik. I 2016 modtog han Nobelprisen i fysik sammen med John M. Kosterlitz og F. Duncan Haldane.

## Publikationer i udvalg
- J. M. Kosterlitz & D. J. Thouless, "Ordering, metastability and phase transitions in two-dimensional systems", Journal of Physics C: Solid State Physics, Vol. 6 pages 1181-1203 (1973)
- D. Thouless, M. Kohmoto, M. Nightingale & M. den Nijs, "Quantized Hall Conductance in a Two-Dimensional Periodic Potential", Phys. Rev. Lett. 49, 405 (1982).
- Topological Quantum Numbers in Nonrelativistic Physics, World Scientific Publishing Co. Pte Ltd, 1998
- The quantum mechanics of many-body systems (Pure and applied physics series), Academic Press, 1972